# Spitrasaurus
Lo spitrasauro (gen. Spitrasaurus) è un rettile marino estinto, appartenente ai plesiosauri. Visse nel Giurassico superiore (Titoniano, circa 148 milioni di anni fa) e i suoi resti fossili sono stati ritrovati in Norvegia (Svalbard).

## Descrizione
Di questo animale sono note due specie, che differisono fra loro per le proporzioni delle vertebre cervicali e per la forma delle costole cervicali. Spitrasaurus doveva essere un plesiosauro di taglia medio - grande, che poteva raggiungere i 6 metri di lunghezza. Come tutti i plesiosauri, anche questo animale era dotato di un corpo compatto e di quattro arti trasformati in strutture simili a pagaie. La caratteristica principale di Spitrasaurus era data dal collo, eccezionalmente allungato: era infatti costituito da 60 vertebre cervicali, un numero di gran lunga superiore a quello degli altri plesiosauri del Giurassico come Cryptoclidus, Muraenosaurus o Colymbosaurus. La morfologia dello scheletro assiale, tuttavia, ricorda quella di Muraenosaurus, mentre il cranio e la dentatura ricordano Kimmerosaurus.

## Classificazione
Descritto per la prima volta nel 2012, Spitrasaurus è noto grazie a fossili ritrovati nella formazione Agardhfjellet nell'isola di Svalbard (Spitsbergen, Norvegia). I fossili si riferiscono a due specie differenti, Spitrasaurus wensaasi e S. larseni, distinte principalmente per caratteristiche delle vertebre e delle costole cervicali. L'olotipo della specie tipo (S. wensaasi) è lo scheletro più completo di plesiosauro a collo lungo trovato nella formazione, ed è estremamente caratteristico a causa dell'alto numero di vertebre cervicali che lo distingue nettamente dagli altri plesiosauri giurassici. Benché alcune caratteristiche richiamino i criptoclididi come Muraenosaurus, gli autori della descrizione ritengono che Spitrasaurus, insieme a un altro plesiosauro della medesima formazione (Djupedalia) possano far parte di un clade vicino all'origine degli elasmosauri, i plesiosauri dal lunghissimo collo tipici del Cretaceo. In effetti, questi sono gli unici plesiosauri con un numero paragonabile di vertebre cervicali. Spitrasaurus larseni, noto per un esemplare giovanile incompleto ma dotato di cranio, ricorda in molti aspetti Kimmerosaurus, ma se ne differenzia per la morfologia del basioccipitale e per la mandibola, dotata di un processo retroarticolare molto allungato e fortemente piegato dorsalmente. Le vertebre cervicali di Spitrasaurus, inoltre, possedevano una caratteristica carena laterale longitudinale.

## Paleobiologia
Spitrasaurus viveva in un mare basso popolato da numerosi altri rettili marini, come gli ittiosauri oftalmosauridi (Cryopterygius e Palvennia), i grandi pliosauri del genere Pliosaurus e altri plesiosauri, come Djupedalia e Colymbosaurus. Ognuno di questi animali occupava una nicchia ecologica ben definita; la scoperta di Spitrasaurus aiuta a comprendere la notevole diversificazione dei plesiosauri nel corso del Giurassico superiore.